# Asociación Racionalista
La Asociación Racionalista (en inglés Rationalist Association) es una organización en el Reino Unido fundada el 26 de mayo de 1899 para promover la libertad de pensamiento y cuestionamiento y los principios del movimiento racionalista, definido como la actitud mental que acepta la supremacía de la razón y quiere establecer un sistema filosófico y ético verificable por la experiencia e independiente de la arbitrariedad y la autoridad.
La asociación cambió en 2002 su nombre a Rationalist Associationsiendo antes Rationalist Press Association.

## Publicaciones
Desde 1929 hasta 1951, la asociación publicó a través de la editorial Watts & Co. la serie de libros Thinker's Library (Biblioteca del pensador). La asociación publica la revista bimensual Nuevo Humanismo.